# George Hotz
George Francis Hotz (* 2. září 1989), na Internetu jako geohot, million75 nebo jednoduše mil, je americký
hacker známý jailbreakem iPhonu, který telefonu dovolil využívat jiné operátory, což bylo proti zájmu AT&T a Apple.[zdroj?] Je také zodpovědný za hacknutí PlayStation 3, za které ho společnost Sony později žalovala.

## Osobní život
Hotz vyrůstal v Glen Rock v americkém státě New Jersey. Studoval na Bergen County Academies v oboru AEDT (Academy for Engineering and Design Technology). Hotz je také absolventem programu Talentovaná mládež v Johns Hopkins centru. Později chvíli studoval na Rochester Institute of Technology obor biotechnologie a bioinformatika, ale krátce na to školu opustil.

## Hacknutí iOS zařízení
Hotz, dle jeho blogu, vyměnil svůj odemknutý 8 Gb iPhone s Terry Daidonem, zakladatelem společnosti Certicell, za Nissan 350Z a tři 8 Gb iPhony. Hotz řekl,
že chtěl telefony dát dalším členům svého týmu, kteří se podíleli na vytvoření hacku. Jeho hardwarová metoda odemčení přístroje byla nahrazena softwarovou, která
nevyžaduje rozmontování samotného přístroje. Hotz vytvořil software k odemčení nového bootloaderu verze 4.6 které bylo dříve možné pouze hardwarovou cestou.
3. července 2009 oznámil Purplera1n, první veřejný software pro jailbreak iPhone 3GS.
13. října 2009 Hotz zveřejnil Blackra1n, jailbreak pro všechny telefony iPhone a iPod Touch. Jediná nevýhoda byla, že na přístroje iPod Touch třetí generace byla
potřeba tzv. tethered jailbreak (jailbreak fungoval jen do vypnutí/resetování přístroje, pak se musel provést znovu). 30. října Hotz zveřejnil Blackra1n RC2, update jeho předešlé utility. Tato verze umožňovala jailbreak i uživatelům MC Model iPod Touch 2G (8 Gb iPod Touch třetí generace) a iPhone 3GS s novým bootroomem (pouze tethered jailbreak). O den později Hotz oznámil blížící se zveřejnění Blackra1n RC3, verze obsahující utilitu blacksn0w, umožňující odblokování všech iPhone zařízení používajících blackra1n.
V březnu roku 2010, Hotz vytvořil webovou stránku pro jeho nejnovější jailbreak, limera1n. O tři měsíce později na svém twitter účtu uvedl, že již neplánuje vývoj dalšího jailbreak softwaru. Lidem kteří čekali na další verzi, řekl, aby se zaměřili na Spirit, aktuální program pro 3.1.x jailbreak. Další měsíc však uvedl, že byl schopný odemknout iPhone 4 běžící na iOS verze 4.0. Jako důkaz poskytl fotografii přístroje se spuštěným softwarem
Cydia. 13. července 2010 oznámil definitivní konec vývoje jakéhokoli jailbreaku, s odůvodněním že už to není taková zábava jako bývala, a že lidé berou až moc vážně to co dělá a co sám dělal jenom pro rozptýlení.
8. října 2010 Hotz potvrdil zveřejnění nové utility, plánované na 11. října. Také ukázal fotografii utility limera1n spuštěné na iPhone 3GS, iPod Touch čtvrté generace, iPhone 4 a iPad. O den později vydal limera1n Beta 1 - bez podpory pro iPhone 3GS (kvůli potížím s bootroom). To odložilo vydání Greenpois0n.
Na webu o limera1n uvedl, že to udělal proto, aby se Chronic Dev team zaměřil na jailbreak Apple zařízení páté generace. Později zveřejnil další tři beta verze, s podporou iPhone 3GS s dalšími opravami a vylepšením stability. Dne 11. října zveřejnil finální verzi jeho jailbreaku (RC1b). O dva týdny později vydal také verzi pro Mac OS.

## Hacknutí PlayStation 3
Na konci roku 2009 Hotz oznámil své zásluhy na hacknutí PlayStation 3, konzole, která byla považovaná za jedinou úplně uzamčenou a zabezpečenou. Hotz založil blog, kde dokumentoval výsledky své práce a o pět týdnů později, 22. ledna 2010, oznámil, že úspěšně prolomil ochranu přístroje a získal tak přístup pro čtení a zápis do systémové paměti a hypervisor přístup k procesoru. Hotz také uvedl, že jeho práce by mohla povolit homebrew aplikace a PlayStation 2 emulaci
(funkce, které Sony odstranila z novějších verzí konzole z důvodu snížení výrobních nákladů). O pár dní později Hotz svůj patch zveřejnil. Byl proveden na původním firmware (OFW) 3.15, který svým kódem předělal na 3.15 CFW, neboli custom firmware. Vyžaduje to podporu jiných operačních systémů na přístroji a obsahuje modul Linux Kernelu pro získání hypervisor přístupu přes sběrnici. Poté uvedl, že Sony bude mít pravděpodobně problém s opravou jeho patche. Na konci března 2010 Sony odpověděla oznámením vydání firmware updatu, který by odstranil podporu více operačních systémů ze všech zařízení, funkce, která už chyběla na novějších
slim verzích konzole. Následně Hotz oznámil plány pro další custom firmware, umožňující podporu Linuxu a dalších operačních systémů pro PlayStation Portable.
7. května 2010 zveřejnil na internetu video dokazující jeho práci s vlastním custom firmwarem, které ukázalo PlayStation 3 spuštěné s funkcí OtherOS, zapnuté na firmwaru verze 3.21. Svůj vlastní firmware pojmenoval 3.21OO a zmínil, že by mohl fungovat i na novějších, slim verzích PlayStation 3. Nezmínil však, jestli pracoval i na custom verzi firmware verze 3.41 (nakonec nebyla nikdy vydána). V červnu téhož roku na svém twitter účtu oznámil, že se již nadále nezabývá cracknutím PlayStation 3. Na začátku roku 2011 zveřejnil na svém webu klíče k PS3, které byly později díky nátlaku Sony odstraněny. O týden později ukázal video kde běžely homebrew aplikace na PlayStation 3, firmware verze 3.55 na základě objevu trhliny v zabezpečení, týmu fail0verflow. Dne 11. ledna 2011 Sony Hotze zažalovala. O pár dní později se Hotz objevil v televizi, kde vysvětloval proč odemkl PlayStation 3.

## Žaloba od Sony
Poté, co Hotz zveřejnil klíč k odemčení konzole, Sony Hotze zažalovala. Následovně Hotz zveřejnil na Youtube video, ve kterém zpíval o "pohromě" pro Sony. Na základě tohoto videa si Sony vyžádala od sociálních sítí, včetně Youtube, IP adresy lidí, kteří navštívili Hotzovy stránky a zhlédli jeho videa. To se později vztahovalo pouze na ty uživatele, kteří zhlédli video a dokumenty o hacknutí PlayStation 3, stejně jako ti, kteří pod videem a články nechali komentáře.
PayPal umožnil Sony přístup k účtu Hotze a soudce případu dal Sony pouze povolení k prohlížení IP adres všech lidí, kteří navštívili Hotzův web geohot.com. V květnu 2011 Sony stáhla svojí žalobu za podmínky, že se Hotz už nikdy nebude zabývat hackováním jakéhokoli Sony přístroje.
Na konci stejného měsíce se hackeři nabourali do sítě PlayStation a ukradli osobní informace 77 milionů uživatelů. Hotz popřel jakoukoli zodpovědnost za útok a řekl:"Provozování homebrew aplikací a obcházení zabezpečení na konzolích je fajn. Hackování něčí databáze a krádež uživatelských dat v pořádku není."

## Současnost
Dne 27. června 2011 bylo oznámeno, že Hotz začal pracovat pro Facebook, ačkoli podle článku CNET nastoupil již v květnu 2011, což později společnost potvrdila. Jeho role ve společnosti je však neznámá. Na začátku roku 2012 se objevily spekulace, že George Hotz společnost Facebook opustil a nadále již pro ni nepracuje.